# Макс Фрай
Макс Фрай — литературный псевдоним сначала двух писателей, Светланы Мартынчик и Игоря Стёпина, впоследствии Светлана Мартынчик писала самостоятельно. 
Под псевдонимом „Макс Фрай“ был создан ряд литературных проектов, в числе которых цикл фантастических бестселлеров, большой цикл эссе о литературе и искусстве, популярный словарь-справочник „Азбука современного искусства“, тематические литературные антологии, составленные из произведений классиков мировой литературы и современных российских авторов. Иногда псевдоним используется для создания совместных литературных проектов художников Светланы Мартынчик и Игоря Степина. Количество книг написанных и составленных Максом Фраем уже перевалило за шестой десяток».
 В серии «Лабиринты Ехо», «Хроники Ехо» и «Сновидения Ехо» входят около 40 повестей, где от первого лица рассказывается о приключениях обычного, на первый взгляд, молодого человека, который резко меняет свою жизнь, дав согласие на предложение своего нового знакомого из снов — переехать в другой мир и поступить к нему на службу. Таким образом, Макс Фрай является и псевдонимом, и главным действующим лицом. Некоторые причины, по которым главный герой является одновременно и автором книг, раскрываются позже.
Фрай — целый букет проектов разного уровня известности или того, что так выглядит со стороны. … И всё-таки: нет Макса Фрая, и имя-то обозначает «без Макса», как уже много раз говорилось.
Жанровая принадлежность книг Макса Фрая может быть определена как мениппея, чему способствует совмещение смешного и серьёзного, смешение обыденности и фантазии, полифоничность произведения и т. д. Особенно наглядным примером является роман «Мой Рагнарёк».

## Макс Фрай как литературный псевдоним
Книжный цикл был написан Светланой Мартынчик в соавторстве с Игорем Стёпиным и опубликован под псевдонимом «Макс Фрай». Авторы сохраняли некоторую анонимность, не раскрывая псевдоним и не появляясь на публике именно как авторы романов (при этом они были известны как художники). На сайте «Физиономии русского Интернета» под именем Макса Фрая красовался портрет неизвестного негра (Билла-Ти Джонса). Вкупе с шутками издательства «Азбука» о том, что Макс Фрай — голубоглазый негр, это служило пищей слухам, что под псевдонимом пишут «литературные негры».
Мой псевдоним выбран именно благодаря моему герою. Мне хотелось, чтобы имя автора и имя персонажа, от которого ведётся рассказ, совпадали.Светлана Мартынчик
Мария Захарова отмечает, что характерная для текстов Макса Фрая языковая игра проявляется и в выборе псевдонима: «например, Макс Фрай — max frei (нем.) — „максимально свободно“» и «важно отметить, что и Макс Фрай, и Хольм Ван Зайчик — вымышленные, „игровые“, псевдонимы русскоязычных авторов».

### Раскрытие псевдонима
Изначально имена настоящих авторов не афишировались, хотя на книгах Максима Фрая (вначале имя писалось полностью), вышедших в издательстве «Азбука», стоял копирайт Стёпина и Мартынчик. В 2001 году на записи телепередачи «Ночная смена» Дмитрий Дибров назвал настоящее имя Светланы и что она является реальным автором книг «культового писателя» Макса Фрая.
Примерно в это же время директор издательства «Азбука» Максим Крютченко пытался зарегистрировать «Макса Фрая» как торговую марку своего издательства. В результате возникшего скандала Макс Фрай перестал сотрудничать с «Азбукой» и перешёл к сотрудничеству с издательством «Амфора».
Сергей Бережной назвал историю с псевдонимом Фрая «одной из самых забавных литературных игр последних пяти лет». Линор Горалик взяла у Светланы Мартынчик большое интервью на эту тему.
После истории с раскрытием псевдонима следующая книга Макса Фрая «Энциклопедия мифов» получила подзаголовок «Подлинная история Макса Фрая, автора и персонажа».
В настоящее время под псевдонимом «Макс Фрай» пишет Светлана Мартынчик, без соавтора.

### Сотрудничество с издательством «Амфора»
Начавшееся в 2000 году сотрудничество Макса Фрая с издательством «Амфора» оказалось весьма плодотворным: кроме выпуска книг про сэра Макса и других фантастических романов, был начат совместный проект «Фрам», название которого сложилось из слов «Фрай» и «Амфора». Проект просуществовал 10 лет.
Культовый писатель девяностых, известный сегодня как товарный знак. Создатель самобытного сказочного мира, занявшийся составлением антологий.

### Сотрудничество с издательством «АСТ»
С 2014 года книги Макса Фрая, а также составленные им сборники рассказов издаёт «АСТ».

## Награды и премии
- Зиланткон, 1999 // Специальный Зилант[18]
- Мир фантастики, Итоги 2005 // Лучшее продолжение отечественного цикла: Макс Фрай «Хроники Ехо»[19]
- Серебряная стрела, 2008 // Лучший мужской образ: Хроники Ехо 5. Горе Господина Гро (2007)[20]

## Описание литературного персонажа
В «Предисловии правообладателей», предваряющем издание первого тома «Лабиринт» (издательство «Азбука», 1996 год) имеется сцена, где персонаж по имени Макс передаёт Стёпину и Мартынчик некие рукописи, при этом Макс указывает на этикетку безалкогольного напитка с надписью «alkohol frei», утверждая «вот так и пишется моя фамилия».
Сюжет циклов «Лабиринты Ехо» и «Хроники Ехо» построен на приключениях сэра Макса в вымышленном мире, в котором существует магия. Основное действие происходит в городе Ехо, где Макс служит в «Малом тайном сыскном войске» — организации, занимающейся борьбой с магическими преступлениями. В «Хрониках Ехо», продолжении цикла «Лабиринты Ехо», каждая книга серии содержит одну рассказанную историю из жизни сотрудников Тайного сыска.

Согласно исследованию гендерного аспекта текстов Макса Фрая, проведённому с помощью лингвоанализатора «Атрибутор» О. В. Кукушкиной, А. А. Смирновым и А. Н. Тимашевым, 
именно явная женская речевая и эмоциональная основа в значительной степени и делает образ Макса Фрая столь неординарным и популярным. Она создает привлекающий внимание контраст — внешняя роль и поведение героя — супер-мужские, но основные мотивы его действий, сам способ того, как он описывает и оценивает происходящее, — гораздо более «мягкие» и эмоциональные и резко отличаются от привычных «мужских» стандартов.

## Список произведений

### Книги

#### Циклы книг
| Цикл                    | Книга                                                           | Год                                         |
| ----------------------- | --------------------------------------------------------------- | ------------------------------------------- |
| Лабиринты Ехо           | Чужак (Лабиринт)                                                | 1996                                        |
| Лабиринты Ехо           | Волонтёры Вечности                                              | 1997                                        |
| Лабиринты Ехо           | Простые волшебные вещи                                          | 1997                                        |
| Лабиринты Ехо           | Вершитель (книга) или Темная сторона (в другом издании)         | 1997                                        |
| Лабиринты Ехо           | Наваждения                                                      | 1997                                        |
| Лабиринты Ехо           | Власть несбывшегося                                             | 1998                                        |
| Лабиринты Ехо           | Болтливый мертвец                                               | 1999                                        |
| Лабиринты Ехо           | Лабиринт Мёнина                                                 | 2000                                        |
| Мой Рагнарёк            | Гнёзда химер. Хроники Овётганны (редакторская версия)           | 1997                                        |
| Мой Рагнарёк            | Гнёзда химер. Хроники Хугайды (авторская версия)                | 1999                                        |
| Мой Рагнарёк            | Мой Рагнарёк                                                    | 1998                                        |
| Хроники Ехо             | Чуб Земли. История, рассказанная сэром Максом из Ехо            | 2004                                        |
| Хроники Ехо             | Туланский детектив. История, рассказанная леди Меламори Блимм   | 2004                                        |
| Хроники Ехо             | Властелин Морморы. История, рассказанная сэром Джуффином Халли  | 2005                                        |
| Хроники Ехо             | Неуловимый Хабба Хэн. История, рассказанная сэром Максом из Ехо | 2005                                        |
| Хроники Ехо             | Ворона на мосту. История, рассказанная сэром Шурфом Лонли-Локли | 2006                                        |
| Хроники Ехо             | Горе господина Гро. История, рассказанная сэром Кофой Йохом     | 2007                                        |
| Хроники Ехо             | Обжора-Хохотун. История, рассказанная сэром Мелифаро            | 2010                                        |
| Хроники Ехо             | Дар Шаванахолы. История, рассказанная сэром Максом из Ехо       | 2013                                        |
| Хроники Ехо             | Тубурская игра. История, рассказанная сэром Нумминорихом Кутой  | 2013                                        |
| Сновидения Ехо          | Мастер ветров и закатов                                         | 2014                                        |
| Сновидения Ехо          | Слишком много кошмаров                                          | 2015                                        |
| Сновидения Ехо          | Вся правда о нас                                                | 2015                                        |
| Сновидения Ехо          | Я иду искать                                                    | 2016                                        |
| Сновидения Ехо          | Сундук мертвеца                                                 | 2017                                        |
| Сновидения Ехо          | Отдай моё сердце                                                | 2017                                        |
| Сновидения Ехо          | Мёртвый ноль                                                    | 2018                                        |
| Сновидения Ехо          | Так берегись                                                    | 2019                                        |
| Сказки старого Вильнюса | Сказки старого Вильнюса. Том 1                                  | 2012                                        |
| Сказки старого Вильнюса | Сказки старого Вильнюса. Том 2                                  | 2012                                        |
| Сказки старого Вильнюса | Сказки старого Вильнюса. Том 3                                  | 2014                                        |
| Сказки старого Вильнюса | Сказки старого Вильнюса. Том 4                                  | 2015                                        |
| Сказки старого Вильнюса | Сказки старого Вильнюса. Том 5                                  | 2016                                        |
| Сказки старого Вильнюса | Сказки старого Вильнюса. Том 6                                  | 2017                                        |
| Сказки старого Вильнюса | Сказки старого Вильнюса. Том 7                                  | 2018                                        |
| Другая сторона          | Это мы                                                          | 2019. Сборник рассказов, сетевая публикация |
| Другая сторона          | Тяжёлый свет Куртейна. Синий                                    | 2018                                        |
| Другая сторона          | Тяжёлый свет Куртейна. Жёлтый                                   | 2019                                        |
| Другая сторона          | Тяжёлый свет Куртейна. Зелёный, том первый                      | 2020                                        |
| Другая сторона          | Тяжёлый свет Куртейна. Зелёный", том второй                     | 2020                                        |
| Другая сторона          | Тяжёлый свет Куртейна. Зелёный", том третий, светлый и тёмный   | 2021                                        |
| Ловцы книг              | Ловцы книг                                                      | 2023                                        |

#### Антологии
- «Книга непристойностей» (2001)
- «Книга извращений» (2002)
- «Книга для таких, как я» (2002)
- «Книга вымышленных миров» (2003)
- «Русские инородные сказки. По ту сторону — По эту сторону» (2003)
- «Русские инородные сказки 2. Как-то так — Как-то иначе» (2003)
- «Русские инородные сказки 3. Здесь. Сейчас — Всегда. Везде» (2003)
- «Русские инородные сказки 4. Вдох — Выдох» (2003)
- «Русские инородные сказки 5. Такие дела — Другое дело» (2003)
- «Русские инородные сказки 6. Была — Не была» (2003)
- «Русские инородные сказки 7. Жили-были» (2003)
- «Русские инородные сказки 8. Тут и там» (2003)
- «Книга одиночеств» (2004)
- «Книга врак» (2003)
- «ПрозаК» (2004)
- «Секреты и сокровища. 37 лучших рассказов 2005 года» (2006)
- «Уксус и крокодилы: 38 лучших рассказов 2006 года» (2007)
- «Беглецы и чародеи: 39 лучших рассказов 2007 года» (2008)
- «Шкафы и скелеты. 40 лучших рассказов 2008 года» (2009)
- «Живые и прочие. 41 лучший рассказ 2009 года» (2010)
- «Пять имён-1» (2006)
- «Пять имён-2» (2006)
- «78» (2006)
- «ТриП (Путешествие с тремя пересадками)» (2007)
- «Кофейная книга» (2008)
- «Чайная книга» (2008)
- «Куда исчез Филимор? Тридцать восемь ответов на загадку сэра Артура Конан Дойля» (2008)
- «Вавилонский голландец» (2009)
- «Книга страха» (2009)
- «Праздничная книга. Январь — июль» (2009)
- «Праздничная книга. Июль — январь» (2009)
- «В смысле» (2011)
- «Здесь был ФРАМ» (2011)

#### Другие (в том числе авторские сборники и антологии)
- «Идеальный роман (1997)»
- «Идеальный роман (1999, новая редакция)»
- «Энциклопедия мифов. Подлинная история Макса Фрая, автора и персонажа. Том первый. А-К» (2002)
- «Энциклопедия мифов. Подлинная история Макса Фрая, автора и персонажа. Том второй. К-Я» (2002)
- «Жалобная книга (маленький роман из жизни накхов)» (2003)
- «Сказки и истории» (2004)
- «Ключ из жёлтого металла» (2009)[27]
- «Большая телега» (2008)[27]
- «Одна и та же книга» (2010)
- «Первая линия: избранные рассказы» (2012)
- «Вторая линия: избранные рассказы» (2012)
- «Ветры, ангелы и люди» (2014) ISBN 978-5-17-083950-6
- «НяпиZдинг Сэнсэе» (2014)
- «О любви и смерти» (2015)
- «Прокотиков» (2015)
- «Карты на стол» (2016)
- «НаперSники синея» (2016)
- «Авиамодельный кружок при школе № 6» (2016)
- «Так не бывает» (2017)
- «Новая чайная книга» (2017)
- «Новая кофейная книга» (2017)
- «Небеsное, zлодея» (2017)
- «Вся эта кухня» (2018)
- «Всё о мире Ехо и немного больше. Чашка Фрая» (2018)
- «Книга для таких, как я» (2019)
- «Nада» (2019)
- «Неизвестным для меня способом» (2019)
- «Это Макс Фрай» (2019) — фотоальбом
- «Не мешки» (2020)
- «Третья сторона» (2020)
- «Новая Дикая Охота. Рассказы для живых» (2021)
- «Правила игры в человека» (2022)
- «Сказки нового Хельхейма» (2022)

### Переводы
на испанский язык
- Max Frei. Forastero — Ediciones Minotauro, 2005. 576 páginas. ISBN 84-450-7552-7[28]
- Max Frei. Los reclutas de la eternidad — Ediciones Minotauro, 2006, 496 p. ISBN 84-450-7616-7

на английский язык
- Max Frei. The Stranger (Book 1) — Overlook Press, 2009. ISBN 978-1-59020-065-0 Перевод Полли Гэннон[30]
- Max Frei. The Stranger’s Woes (Book 2) — Overlook Press, 2011. ISBN 978-1590204788[31]
- Max Frei. The Stranger’s Magic (Book 3) — Overlook Press, 2012. ISBN 978-1590204795[32]
- Max Frei. The Stranger’s Shadow (Book 4) — Overlook Press, 2013. ISBN 978-1468300277[33]

на литовский язык
- Maksas Frajus. Atėjūnas — Vilnius: Nieko rimto, 2005. — 422 p. — ISBN 9955-9543-7-X
- Maksas Frajus. Amžinybės glėbyje — Vilnius: Nieko rimto, 2006. — 396 p. — ISBN 9955-683-03-1
- Maksas Frajus. Paprasti stebuklingi daiktai — Vilnius: Nieko rimto, 2006. — 271 p. — ISBN 978-9955-683-18-6
- Maksas Frajus. Tamsioji pusė — Vilnius: Nieko rimto, 2007. — 305 p. — ISBN 978-9955-683-31-5
- Maksas Frajus. Žalieji Išmos vandenys — Vilnius: Nieko rimto, 2010. — 239 p. — ISBN 978-9955-683-96-4
- Maksas Frajus. Saldieji Gravio sapnai — Vilnius: Nieko rimto, 2011. — 358 p. — ISBN 978-609-441-003-1
- Maksas Frajus. Ugurbado sugrįžimas — Vilnius: Nieko rimto, 2011. — 295 p. — ISBN 978-609-441-008-6